# Palazzo Sportiello
Il palazzo Sportiello è un edificio d'interesse storico-architettonico di Napoli, situato nel quartiere Avvocata, in via Salvator Rosa.

## Storia
Le informazioni su questo palazzo sono poche. La sua presenza nella veduta Baratta del 1628 fa ipotizzare che venne eretto nel primo quarto di quel secolo sotto forma di casa rurale. Tuttavia, il suo aspetto tardo-barocco fa presupporre che venne radicalmente rinnovato, oltreché ingrandito in altezza e profondità, nel corso del '700, forse in seguito ai danni causati dal terremoto del 1732.
Presenta una facciata di quattro piani, con tutte le finestre con spesse cornici in stucco sormontate da timpani dalla forma "ondulata"; alla cui base si apre il portale in piperno, con una voluta decorativa sulla chiave di volta. L'androne, voltato a botte e con degli anelli usati (in tempi passati) per legare i cavalli, precede il piccolo cortile rettangolare, chiuso sul fondo da una bella scala aperta a tre rampanti e dall'unica arcata ribassata per piano, parzialmente coperta in anni recenti da un ascensore moderno.
Nel decennio passato i condomini hanno provveduto a restaurare la facciata su via Salvator Rosa e il cortile con la scala aperta; al contrario il prospetto laterale su vico delle Nocelle resta degradato.